# Doktryna religijna
Doktryna religijna – doktryna, poglądy dotyczące natury i cech charakterystycznych strefy sacrum. Jeden z elementów systemu religijnego. Można je podzielić na kilka aspektów:
- bogowie – ilu ich jest, skąd pochodzą, jak powstali, jakie są ich cechy i zależności pomiędzy nimi,
- wszechświat – jak powstał, jaki jest jego obecny kształt, a jak będzie wyglądał w przyszłości, czy nastąpi koniec świata (eschatologia),
- człowiek – jak powstał, dlaczego istnieje, cel i sens życia ludzkiego, jakie są związki pomiędzy ciałem a duszą człowieka, co będzie po śmierci.

Doktryny religijne przekazywane są przez mity, święte księgi, dogmaty, kapłanów, wyznawców.